# Ogden Dunes
Ogden Dunes – miasto w Stanach Zjednoczonych, w stanie Indiana, w hrabstwie Porter.